# Xã Douglas, Quận Audubon, Iowa
Xã Douglas (tiếng Anh: Douglas Township) là một xã thuộc quận Audubon, tiểu bang Iowa, Hoa Kỳ. Năm 2010, dân số của xã này là 210 người.